# 프로서파인바위왈라비
프로서파인바위왈라비(Petrogale persephone)는 캥거루과에 속하는 바위왈라비속 유대류의 일종이다. 콘웨이 국립공원, 드리안데르 국립공원, 글로세스터 섬 국립공원의 좁은 지역과 에얼리 해변의 도시 주변, 오스트레일리아 퀸즐랜드주 휘트선데이 지방의 전 지역에 제한적으로 분포한다. 바위왈라비속 종들 중에서 국제 자연 보전 연맹(IUCN)이 멸종위기종(EN, Endangered species)으로 분류한 유일종이다. 프로세르피네바위왈라비는 주로 회색을 띠고, 수줍음을 많이 타는 초식동물로 바위 은신처에서 거의 나오지 않는다. 퀸즐랜드 주 북동부 지역에서 발견되는 다른 많은 바위왈라비 달리 몸이 크고 꼬리는 길며 꼬리 끝이 희다.
프로서파인(Proserpine)에 사는 농부가 이 지역에서 생소한 바위왈라비 한 마리를 붙잡은 1977년까지 과학적으로 알려지지 않았다. 프로서파인바위왈라비는 비교적 아주 특정 지역에서만 발견되지만 더 번성하고 있는 다른 바위왈라비 종들과 경쟁하며, 이 경쟁때문에 멸종 위협을 받는 것으로 추정하고 있다.